# Хуссинг, Петер
Петер Хуссинг (нем. Peter Hussing;15 мая 1948, Брахбах, ФРГ — 8 сентября 2012, там же) — западногерманский боксёр, бронзовый призёр летних Олимпийских игр в Мюнхене (1972).

## Спортивная карьера
Выступал на ринге в тяжелом и супертяжёлом весовых категориях до 37 лет. Тренировался в спортивных клубах Хердорф и Байер (Леверкузен).
Чемпион Европы (1979), серебряный призёр чемпионатов Европы (1971 и 1973), обладатель бронзовых медалей Олимпийских Игр в Мюнхене (1972), чемпионата мира (1982), чемпионата Европы (1969). 16-кратный чемпион ФРГ (1969—1983 и 1985). Дважды в финалах чемпионатов Европы встречался с советскими боксерами: в 1971 г. с В. Чернышевым и в 1973 г. с В. Ульяничем. Обе встречи проиграл.
В 1980 г. окончил архитектурный факультет Зигенского университета, Германия. Работал менеджером в строительной отрасли. С 2008 г. — мэр Брахбаха. Вел большую благотворительную деятельность в помощь детям, страдающим онкологическими заболеваниями.